# Красний Яр (Ключівський район)
Красний Яр (рос. Красный Яр) — село (колишнє селище) у складі Ключівського району Алтайського краю, Росія. Входить до складу Зеленополянської сільської ради.

## Населення
Населення — 134 особи (2010; 212 у 2002).
Національний склад (станом на 2002 рік):
- росіяни — 95 %